# تفنگ شاه‌کش
شاه‌کش یک تفنگ تک لول از نوع اسلحه دستی گرم که بیشتر جهت انجام اهداف سیاسی ساخته می‌شود. اندازه تفنگ شاه‌کش بسیار کوچک است و معمولاً قابلیت گنجایش یک گلوله در خود و شلیک آن را دارد. این اسلحه به صورت مخفی توسط فرد دارنده نگهداری و حمل می‌شود و به دلیل این که از آن غالباً برای حذف فیزیکی مخالفان سیاسی یا ترور مسئولان و افراد مهم و سرشناس استفاده می‌شود به «تفنگ شاه کش» مشهور است.

## مشخصات عمومی
تفنگ شاه‌کش اندازه و شکل مشخص و ثابت و استانداردی ندارد و بنا به نحوه استفاده از آن می‌تواند به اشکال مختلف ساخته شود. بنا به گزارش پلیس ایران در موردی یک قبضه سلاح از نوع شاه‌کش به شکل خودکار با دو گلوله توسط «پلیس پیشگیری پایتخت» از یک شهروند کشف و ضبط شد.